# Esther Hart
Esther Hart, artiestennaam van Esther Katinka Hartkamp (Epe, 3 juni 1970) is een Nederlandse zangeres.

## Biografie
Toen ze een jaar of 10 was zong ze in het kinderkoor "De Lenteklokjes" in Alphen aan den Rijn. Vaak was het Hart die de solopartijen voor haar rekening nam. Ze was veertien toen ze voor het eerst bij het bandje "Release" ging zingen.
Op haar 18e jaar werd Hart toegelaten aan het conservatorium in Rotterdam. Aan het conservatorium volgde ze een “lichte muziek” zangopleiding en met haar stem, een soepele en heldere mezzosopraan, studeerde ze in 1994 cum laude af als docerend en uitvoerend musicus. In die tijd trad Hart regelmatig op in allerlei gelegenheden en het was ook in die tijd dat zij een cd in eigen beheer uitbracht, ”Love this Life” van “Fruit at the Bottom”.
Hart maakte ook deel uit van “D-Wys and the Voices of Soul” Hiermee trad ze op op het North Sea Jazz Festival en bij Sesjun TV. Daarnaast heeft Hart veel studiowerk verricht, jingles ingezongen alsook in koortjes meegezongen voor diverse Disney-films. Ze deed ongeveer 120 liveoptredens per jaar.
Zingen is altijd heel belangrijk in het leven van Hart geweest. Doceren doet ze op verschillende muziekscholen en nu op de Fontys Rockacademie in Tilburg. Ze geeft daar zanglessen die vooral zijn gericht op zangtechniek.
Hart is de zangeres van het trio Play me a memory en zingt ook in de band She’s a Rebel.

### Songfestival 2003
Hart had een Engels hitsucces met `Ain’t no Lies`, dat op nummer acht van de dancecharts belandde. Toen kwam deelname aan het Nationaal Songfestival op haar pad. Ze won met “One more night”, dat in 2003 de Nederlandse inzending was voor het Eurovisiesongfestival en waarmee ze 13e werd en de Artistic Award won die een jaar eerder werd geïntroduceerd. Met dit lied scoorde Hart haar eerste hit in de Mega Top 50, een 26e positie. Oorspronkelijk zou ze ook aan de Britse finale voor het festival meedoen, maar toen ze tot de Nederlandse finale was doorgedrongen trok ze zich terug.
Haar debuutalbum heet Straight from the Hart. In 2004 mocht zij tijdens het Eurovisiesongfestival namens Nederland de punten doorgeven.

## Privé
Hart had van 2003 tot 2020 een relatie met basgitarist van Kane en Ilse DeLange Aram Kersbergen. Ze hebben samen een dochter en een zoon. Sinds 2024 is Hart verloofd met Tim. 

## Discografie

### Albums
| Album met eventuele hitnotering(en) in de Nederlandse Album Top 100 | Datum van verschijnen | Datum van binnenkomst | Hoogste positie | Aantal weken | Opmerkingen       |
| ------------------------------------------------------------------- | --------------------- | --------------------- | --------------- | ------------ | ----------------- |
| Fruit At The Bottom                                                 | 1995                  |                       |                 |              | eigen beheer      |
| Xmas In Harmony                                                     | 1996                  |                       |                 |              | als Stars & Belle |
| Straight from the hart                                              | 2003                  |                       |                 |              |                   |

### Singles
| Single met eventuele hitnotering(en) in de Nederlandse Top 40 | Datum van verschijnen | Datum van binnenkomst | Hoogste positie | Aantal weken | Opmerkingen                |
| ------------------------------------------------------------- | --------------------- | --------------------- | --------------- | ------------ | -------------------------- |
| If I Knew You Then (like I Know You Now)                      | 2003                  |                       |                 |              |                            |
| One More Night                                                | 2003                  | 15-03-2003            | Tip             |              | Eurovisiesongfestival 2003 |
| You'll Never Know                                             | 2003                  |                       |                 |              |                            |

1956: Jetty Paerl + Corry Brokken · 
1957: Corry Brokken · 
1958: Corry Brokken · 
1959: Teddy Scholten · 
1960: Rudi Carrell · 
1961: Greetje Kauffeld · 
1962: De Spelbrekers · 
1963: Annie Palmen · 
1964: Anneke Grönloh · 
1965: Conny Vandenbos · 
1966: Milly Scott · 
1967: Thérèse Steinmetz · 
1968: Ronnie Tober · 
1969: Lenny Kuhr · 
1970: Hearts of Soul · 
1971: Saskia & Serge · 
1972: Sandra & Andres · 
1973: Ben Cramer · 
1974: Mouth & MacNeal · 
1975: Teach-In · 
1976: Sandra Reemer · 
1977: Heddy Lester · 
1978: Harmony · 
1979: Xandra · 
1980: Maggie MacNeal · 
1981: Linda Williams · 
1982: Bill van Dijk · 
1983: Bernadette · 
1984: Maribelle · 
1986: Frizzle Sizzle · 
1987: Marcha · 
1988: Gerard Joling · 
1989: Justine Pelmelay · 
1990: Maywood · 
1992: Humphrey Campbell · 
1993: Ruth Jacott · 
1994: Willeke Alberti · 
1996: Maxine & Franklin Brown · 
1997: Mrs. Einstein · 
1998: Edsilia Rombley · 
1999: Marlayne · 
2000: Linda Wagenmakers · 
2001: Michelle · 
2003: Esther Hart · 
2004: Re-union · 
2005: Glennis Grace · 
2006: Treble · 
2007: Edsilia Rombley · 
2008: Hind · 
2009: Toppers · 
2010: Sieneke · 
2011: 3JS · 
2012: Joan Franka · 
2013: Anouk · 
2014: The Common Linnets · 
2015: Trijntje Oosterhuis · 
2016: Douwe Bob ·
2017: OG3NE · 
2018: Waylon · 
2019: Duncan Laurence · 
2021: Jeangu Macrooy · 
2022: S10 ·
2023: Mia Nicolai & Dion Cooper ·
2024: Joost Klein ·
2025: Claude
- Gemeinsame Normdatei: 135274184
- International Standard Name Identifier: 0000 0000 7648 4006
- MusicBrainz: 6fd5bd02-3037-4068-9ca5-56ab2b6c6d16
- Virtual International Authority File: 80075597
- WorldCat: E39PBJdgY7hbKcpQK3Wc8kf8YP